# Nicolás Gianella
Carlos Nicolás Gianella (La Plata, Buenos Aires, 14 de febrero de 1978) es un exjugador de baloncesto argentino que se desempeñaba como base. Desarrolló una extensa carrera como jugador profesional actuando en clubes de su país, pero también de Italia, España y Brasil. Representó a la Argentina a nivel internacional.

## Trayectoria
Surgido de la cantera de Gimnasia y Esgrima La Plata, debutó con ese equipo en la Liga B, jugando luego tres temporadas en el Torneo Nacional de Ascenso.
En 1997 pasó a Estudiantes de Olavarría de la Liga Nacional de Básquet de Argentina. Allí jugaría las siguientes tres temporadas, siendo una pieza clave en la conquista que su equipo hizo del título del torneo en 2000. Luego de ello partió a Italia para sumarse al Viola Reggio Calabria de la Serie A como sustituto de Emanuel Ginóbili. Aunque jugó allí 33 partidos con un promedio de 14,2 minutos de juego por encuentro, decidió retornar a su país para convertirse en el conductor de Gimnasia y Esgrima La Plata, equipo que había conseguido el ascenso a la LNB. 
En abril de 2002, luego de que los platenses quedaran eliminados en los playoffs, Gianella retornó a Europa, esta vez con destino a España, con el objetivo de unirse a León Caja España de la Liga LEB.
El base jugaría el siguiente año en la tercera y segunda división del baloncesto profesional italiano, retornando a la Liga LEB como ficha del CB Plasencia. Sus destacadas actuaciones en el equipo -que incluyeron el subcampeonato en la Copa Príncipe de Asturias- captaron la atención del Plus Pujol Lleida, por lo que pudo hacer su debut en la Liga ACB en octubre de 2004.
El CB Granada lo contrató en 2005. Allí permanecería los siguientes seis años, convirtiéndose en un jugador imprescindible para los entrenadores y en el capitán del equipo. Totalizó 222 partidos, promediando 10,6 puntos y 3 asistencias por juego.
Con el descenso del club andaluz en 2011, Gianella se preparaba para disputar nuevamente la Liga LEB; sin embargo fue cortado del equipo antes de que comenzase la temporada. Después de resolver por vía judicial su situación, en diciembre de aquel año fue fichado por el Bennet Cantú donde sólo jugaría 8 encuentros en la Serie A italiana y 5 en la Euroliga. 
El base fue repatriado por el club La Unión de Formosa. En sus dos temporadas allí, los formoseños fallaron en sus intentos por clasificar a los playoffs. Aunque tenía la oportunidad de renovar su contrato por una tercera temporada, Gianella dejó al club en 2014 para desembarcar en el Palmeiras del Novo Basquete Brasil, en lo que sería su última experiencia como jugador profesional fuera de la Argentina.
Regresó en 2015 a la LNB. Jugó cuatro años consecutivos para tres equipos: Quimsa, Boca Juniors y Peñarol. Pese a su edad, tuvo muchas oportunidades para jugar, llegando incluso a marcar 43 puntos en un partido en el que Boca Juniors venció a Hispano Americano en enero de 2017.
En septiembre de 2019, en medio de rumores sobre su retiro, se anunció que Gimnasia y Esgrima La Plata lo contrataría para actuar una temporada en la La Liga Argentina. Considerado un jugador emblemático por los seguidores del club, Gianella jugó hasta 2023 como capitán del equipo.

### Clubes
| Club                        | País      | Año         |
| --------------------------- | --------- | ----------- |
| Gimnasia y Esgrima La Plata | Argentina | 1994 - 1997 |
| Estudiantes de Olavarría    | Argentina | 1997 - 2000 |
| Viola Reggio Calabria       | Italia    | 2000 - 2001 |
| Gimnasia y Esgrima La Plata | Argentina | 2001 - 2002 |
| León Caja España            | España    | 2002        |
| Tris Rieti                  | Italia    | 2002        |
| Rida Scafati                | Italia    | 2002 - 2003 |
| CB Plasencia                | España    | 2003 - 2004 |
| Plus Pujol Lleida           | España    | 2004 - 2005 |
| CB Granada                  | España    | 2005 - 2011 |
| Bennet Cantú                | Italia    | 2011 - 2012 |
| La Unión de Formosa         | Argentina | 2012 - 2014 |
| Palmeiras                   | Brasil    | 2014 - 2015 |
| Quimsa                      | Argentina | 2015 - 2016 |
| Boca Juniors                | Argentina | 2016 - 2017 |
| Peñarol                     | Argentina | 2017 - 2019 |
| Gimnasia y Esgrima La Plata | Argentina | 2019 - 2023 |

## Selección nacional
Gianella jugó el Campeonato Sudamericano de Baloncesto Junior de 1996 en Loja, Ecuador, en el cual Argentina conquistó el título.
Con la selección mayor disputó la Copa Stankovic de 2005 en Pekín, China, y el Campeonato Sudamericano de Baloncesto de 2006 en Caracas, Venezuela. En 2008 fue integrante de la preselección que se preparó para ir a los Juegos Olímpicos de Pekín 2008, pero finalmente quedó fuera del equipo.

## Palmarés

### Clubes
- 1993-1994 Campeón de la Primera Nacional B con Gimnasia y Esgrima La Plata.
- 1999-2000 Campeón de la LNB con el Estudiantes de Olavarría.

### Selección nacional
- 1996 Medalla de Oro en el Campeonato Sudamericano Juvenil de Ecuador.
- 2005 Medalla de Plata en la Copa Stankovic de China.
- 2006 Medalla de Bronce en el Campeonato Sudamericano de Venezuela.